# Pottiopsis sweetii
Pottiopsis sweetii là một loài Rêu trong họ Pottiaceae. Loài này được (E.B. Bartram) Ros & O. Werner mô tả khoa học đầu tiên năm 2007.